# Daniel Schönherr
Daniel Schönherr (* 1545 in Marienberg; † 24. August 1609 in Leipzig) war ein kursächsischer Jurist und 1597 sowie 1600 Bürgermeister der Stadt Leipzig.

## Werdegang
Schönherr studierte Rechtswissenschaften und wurde nach dem Abschluss seines Studiums zum Dr. iur. promoviert. 1596 wurde er Ratsherr in Leipzig. In den Jahren 1597 und 1600 war Schönherr Bürgermeister der Stadt Leipzig. Im Zusammenhang mit der vom Rat begünstigten Calvinistenverfolgung verlor er 1602 seine Ämter und wurde zu einer Geldstrafe von 4.000 Talern verurteilt.